# Соколовка (Удмуртия)
Соколовка — деревня в Сарапульском районе Удмуртии Российской Федерации. Входит в состав сельского поселения Тарасовское.

## История
С 2006 до 2016 годов образовывала муниципальное образование со статусом сельского поселения Соколовское с единственным населённым пунктом в его составе. Законом Удмуртской Республики от 15 апреля 2016 года № 22-РЗ, были преобразованы, путём их объединения, муниципальные образования Тарасовское и Соколовское в новое муниципальное образование Тарасовское с административным центром в селе Тарасово.

## Население
| 2010 | 2012 | 2013 | 2014 | 2015 |
| ---- | ---- | ---- | ---- | ---- |
| 737  | ↗772 | ↘744 | ↘713 | ↘691 |